# Крапив'янський Петро Андрійович
Петро́ Андрі́йович Крапив'я́нський (нар. 24 квітня 1926 року (с. Червоні Партизани, Носівський район, Чернігівська область) — помер 12 січня 2023 року (м. Ніжин, Чернігівська область) — учасник Другої Світової війни, службовець у другому полку партизанського з'єднання «За Батьківщину», з 2015 року Почесний громадянин Чернігівської області.

## Життєпис
Батьки — Андрій Трифонович та Гафія Григорівна були з козацького роду нащадковими хліборобами. В родині було четверо дітей: Ольга, Петро, Марія та Віктор.
Батько, який був учасником громадянської війни, воював у загоні троюрідного брата Кропив'янського Миколи Григоровича, коли організовували колгоспи, записався до них першим. У 1937 році був репресований. Ось тоді Петро, хоч ще був дитиною, мусив тяжко працювати, щоб допомогти матері звести кінці з кінцями. Так, пасучи чужі корови, весь час дивився на поїзди, котрі зупинялися на 17 полустанку — виглядав батька.
У 1940-му році повернувся додому Андрій Трифонович, Коли розпочалася німецька окупація — став допомагати партизанам працюючи мірошником у млині, а мати Гафія пекла для них хліб. Поліцаї доповіли німцям про зв'язок Андрія Трифоновича з партизанами. Батька забрали і розстріляли в Ніжині на території в'язниці.
У 1942 Петро поклявся помститися за смерть батька і 150 односельців, хоч йому було лише шістнадцять років. Спочатку юнак працював на залізниці і виконував завдання партизан як розвідник, а коли за доносом його заарештували, то повідомлені партизани чудом врятували юнака.
З 1943 року служив у другому полку партизанського з'єднання «За Батьківщину», займався розвідкою, підривав поїзди, залізничні мости, відбивав атаки при проведенні облав. Ворог лютує: спалюють разом із людьми села Козари, Сулак, Коробчине і частину Червоних Партизан. Дивом уціліла їхня хата, і мама забирає до себе жити 6 сімей сусідів. Щоб врятувати партизанський загін, командир І. М. Бовкун і комісар М. І. Стратілат вирішили вночі вирватися з оточення і відступити за Десну. Пройшло кілька тижнів, ніякої звістки від партизан і мама повірила в найгірше… По-християнськи пом'янула своїх убієнних дітей. А коли незабаром партизани повернулися і Петро навідався в село, радощам мами не було меж, діти живі.
Партизани підірвали німецький бронепоїзд «Адольф Гітлер», загинув троюрідний брат Петра Андрійовича — Петро Єгорович Кропив'янський. Партизани, що з'явилися за продуктами, були з чужого села і коли мама спитала: «Як там мої діти?», — стримано сказали — «Ми вашого сина Петра Кропив'янського поховали в лісі під липами». І знову, вже вдруге, поминає мати свого сина. А через кілька днів вночі Петро прийшов до матері, як вона плакала, від радості — син живий.
Велику роль відіграли партизани з'єднання «За Батьківщину» при звільненні Києва, допомагаючи своїм військам, захопивши плацдарм на правому березі і успішно утримуючи його до підходу регулярних військ. Після звільнення Києва, Петра Крапив'янського направляють в Унзенську полкову школу, з якої він вийшов молодшим сержантом, командиром відділення 82 м м. міномета, і зразу ж на фронт.
При взятті міста Гумбінін ворожий снаряд накрив міномет, яким командував сержант Крапив'янський. Всі, хто був поблизу, бачили, що на місці міномета залишилась глибока воронка. І знову матері, вже втретє, повідомляють про смерть сина. Але і на цей раз Петро виявився живим. Похоронна команда збирала з поля бою вбитих. Коли відгребли з-під землі бійця, то виявили в нього ознаки життя і відправили в госпіталь. Молодий організм при допомозі лікарів переміг смерть. Після лікування знову фронт і закінчив війну Петро аж у Східній Пруссії. Відступаючи гітлерівці палили села, забирали вціліле майно, часто знищуючи людей.

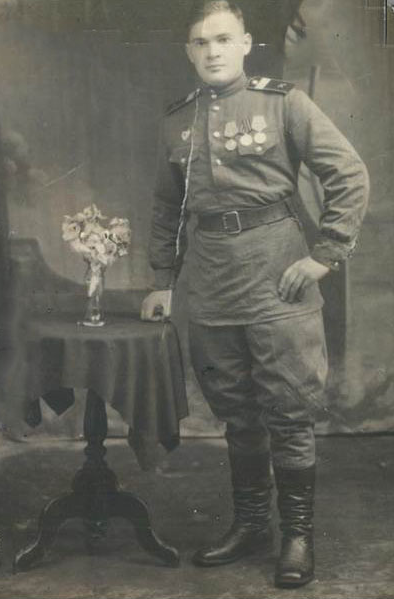
А. П. Крапив'янський в травні 1945 р.

Влітку 1955 року Петро Крапив'янський навчався в Харківському юридичному інституті. В цей час одружується на Олександрі Несторівній. А в 1957 році у них народжується син Сергій. Закінчивши інститут Петро Андрійович працював помічником прокурора міста Ніжина, а потім слідчим залізничної міліції станції Ніжин. Більше 500 справ пройшло через руки й серце слідчого Крапив'янського. Але не раз у сни ветерана приходили жахливі картини військової буденності. Після виходу на пенсію, він ще кілька років працював адвокатом при Ніжинському нарсуді.

## Відзнаки
Петро Андрійович має близько 35 нагород. Це два ордени: Орден Великої Вітчизняної війни II ступеня за хоробрість, стійкість, і мужність, проявлені в боротьбі з німецько-фашистськими загарбниками; Орден «За мужність»; Нагрудний знак «Партизан України»; Медаль «Партизан Вітчизняної війни» за відвагу і мужність; Медаль «За розвиток науки, техніки та освіти»; Медаль «За віру і вірність» та інші.